# 米哈伊尔·别尔乌辛
米哈伊尔·格奥尔基耶维奇·别尔乌辛，（俄语：Михаи́л Гео́ргиевич Перву́хин，1904年10月14日—1978年7月22日），苏联党和国家领导人。曾任苏联电气工业人民委员、部长；化学工业人民委员、部长；苏联部长会议第一副主席；国家计划委员会主席；驻东德特命全权大使等职务。

## 生平
- 1904年10月14日出生于乌法省尤留赞的一个铁匠家庭。中学期间加入共青团，成为共青团积极分子。1919年加入俄共（布）。
- 1919年8月-10月，兹拉托乌斯特市资产阶级财产国有化委员会成员。
- 1919年10月-1920年2月，《斗争报》出版社工作。
- 1920年2月-5月，兹拉托乌斯特教师培训班学习。
- 1920年5月-10月，尤留赞学校兼职教师。
- 1920年10月-11月，参加当地镇压反革命势力战争。
- 1921年1月-10月，《无产阶级报》编辑部执行书记。
- 1921年10月-1922年4月，共青团兹拉托乌斯特区委员会主席团成员。
- 1922年4月，共青团兹拉托乌斯特区委副书记兼政治启蒙部主任。
- 1922年4月-8月，俄共（布）兹拉托乌斯特区委技术书记。
- 1922年8月-1929年10月，莫斯科普列汉诺夫国民经济学院电气工程专业学习，获电气工程师资格。
- 1929年10月-1930年5月，莫斯科Mosenergo发电厂设计部设计师、燃料部工程师。
- 1930年5月-1933年2月，斯大林格勒发电厂电气车间负责人，首席机械师。
- 1933年2月-1936年5月，卡希拉火电厂高级工程师、首席工程师。
- 1936年5月-1937年9月，卡希拉火电厂锅炉车间主任
- 1937年7月-9月，Mosenergo发电厂总工程师兼代厂长。
- 1937年9月-1938年1月，苏联重工业人民委员部电力经济管理局局长。
- 1938年1月-6月，苏联重工业人民委员部副人民委员。
- 1938年6月-1939年1月，苏联重工业人民委员部第一副人民委员。
- 1939年1月-1940年4月，苏联电力工业人民委员。
- 1940年4月-1944年5月，苏联人民委员会副主席，参与苏联原子弹的研究。

期间：

1940年4月-1941年3月，苏联燃料和电力人民委员会经济委员会主席。
1941年7月-12月，苏联疏散委员会副主席。
- 1942年2月-1950年1月，苏联苏联化学工业人民委员、部长。
- 1945年8月-1953年6月，苏联部长会议第一特别委员会、国防委员会特别委员会成员。
- 1950年1月-1953年3月，苏联部长会议副主席兼化学与电力局局长。
- 1953年3月-1954年7月，苏联电力工业部长。
- 1953年7月-1955年2月，苏联部长会议副主席兼能源、化工与森林工业局局长。
- 1955年2月-1957年7月，苏联部长会议第一副主席。期间，1956年12月-1957年4月，苏联国家计划委员会主席。
- 1957年4月-7月，苏联中型机器制造部长。与中国副总理聂荣臻签署《中苏国防新技术协定》。期间参与“反党集团”试图推翻赫鲁晓夫。
- 1957年7月-1958年2月，苏联部长会议国家对外经济联络委员会主席。
- 1958年2月-1962年12月，驻德意志民主共和国特命全权大使。
- 1963年-1965年10月，苏联国民经济委员会能源和电气化部主任。
- 1965年10月-1978年7月，苏联国家计划委员会委员兼地区规划和生产力布局司司长。期间，1965年10月-1966年，苏联国家计划委员会加盟共和国、经济区和区位领土规划部部长。
- 1978年7月22日于莫斯科病逝，享年73岁。葬于新圣女公墓。

别尔乌辛是联共（布）18大，苏共19-20大代表；第18-20届中央委员，第19-20届中央主席团（政治局）成员，第20届中央主席团候补成员；第2-4届苏联最高苏维埃联盟院代表，第1、4届俄罗斯苏维埃联邦社会主义共和国最高苏维埃代表，第4届哈萨克苏维埃社会主义共和国最高苏维埃代表，第4届卡累利阿-芬兰苏维埃社会主义共和国最高苏维埃代表。

## 荣誉
- 社会主义劳动英雄称号（1949）
- 五次列宁勋章（1939,1944,1949,1954,1974）
- 劳动红旗勋章（1935）
- 十月革命勋章（1971）
- 纪念列宁诞辰一百周年奖章
- 保卫莫斯科奖章
- 1941-1945年伟大卫国战争战胜德国奖章
- 1941-1945年伟大卫国战争中忘我劳动奖章
- 退休劳动者奖章